# Sokolella
Sokolella— род водорослей из семейства Rhabdoporelleae. Род содержит два вида: Sokolella polymorpha и S. vasiculosa.

## Этимология
Название Sokolella произошло от села Сокол, где ее останки были найдены ее останки.

## Открытие и местность
Оба вида этого рода были найдены в 1984 году в Подолье советским палеонтологом Ищенком, в левом берегу Днестра в селе Сокол, в Малиновецкой свите, в коновской подсвите.А также в лагунных отложениях в 1988 в Урале. Эти местанахождения датируються Лудловским ярусом Силура

## Описание

### Описание рода
Род Sokolella отличается от других родов этой трибы расширением и сужением, по форме напоминая несколько соединенных между собой пузырьков, или есть, как и у всех представителей трибы Rhabdoporelleae, овальные. Слань не имеет разветвлений, и от одного края к другому имеет сужение. Хотя этот род имеет признаки, характерные Rhabdoporelleae, у него есть отличительные черты, относящие его как к отдельному роду. 

### Sokolella polymorpha
Было найдено 20 шлифов с разными экземплярами длиной до 8 мм. Хотя встречались и экземпляры длиной примерно 15 мм. самая белая часть имела длину 10,4 см, далее следует 2.5, затем 2,2, а за ним часть, длиной 4,8 см, имеющая диаметр 2,5 мм. Известковые оболочки тонкие и имеют такое же сужение, что и слоевище. Толщина оболочки имеет от 0,05 до 0,20 мм. В сечении между ветвлением длина достигает 0,02 мм.

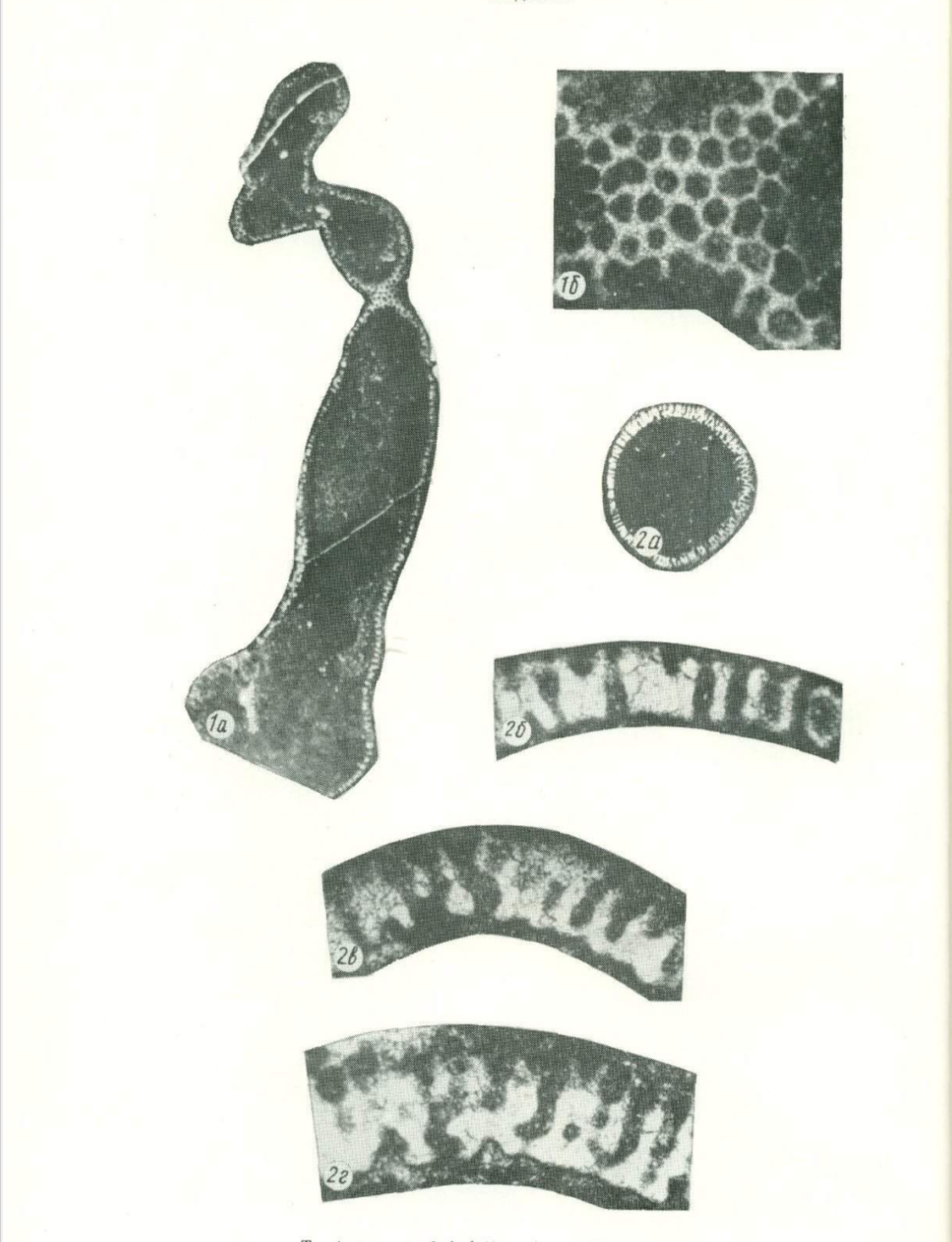
Известковые оболочки и слоевища поперек и вдоль ископаемой водоросли Sokolella polymorpha

### Sokolella vasiculosa
Было найдено 10 шлифов с разными экземплярами. длина слоевища не превышает 1,3 мм. Все части имеют округлую форму пузырьков, размеры которых уменьшаются снизу вверх. Наибольшая частица имеет длину 0,68 мм, далее следует часть 0,013-0,015 мм, а затем идет часть длиной 0,011 мм. В сечении между ветвлением длина достигает 0,025-0,089 мм.

### Сравнение двух видов
S. vesiculosa мелкий по сравнению с S. polymorpha: более чем в 5 раз меньше по размерам. У S. polymorpha части имеются более овалонные формы, да и у первого присустное боковое ветвление, в отличие от S. vasiculosa.

### Филогенетическая связь
Род Sokolella очень похож на род Arthroporella из силурийских отложений Киля по строению оболоки и расположению бокового разветвления. Но само строение разветвления отличается.

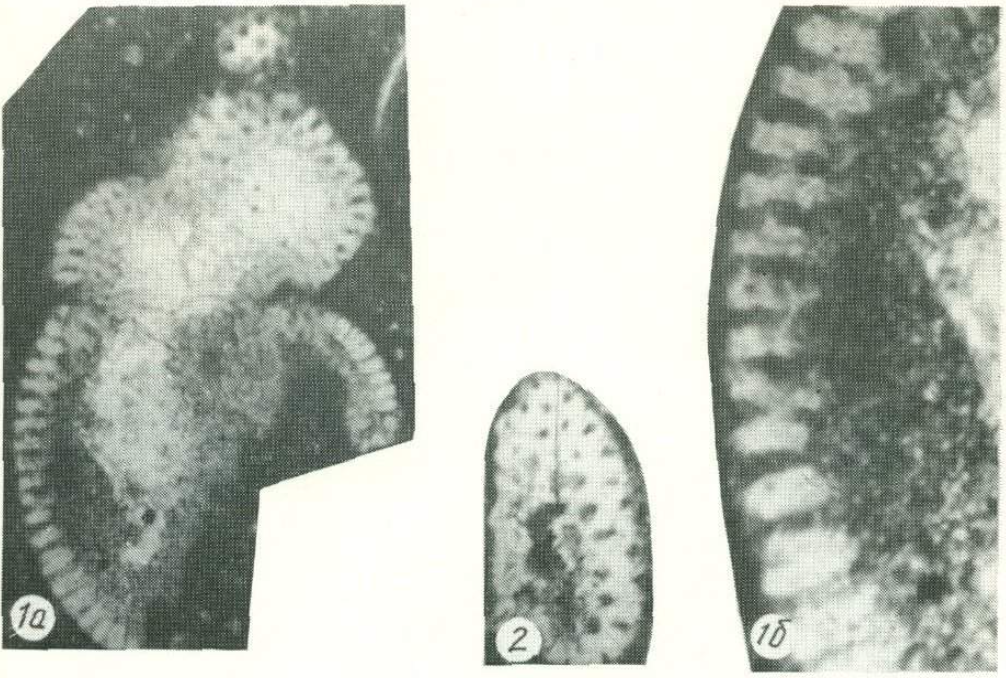
Известняковые оболочки и слоевища поперек и вдоль ископаемой водоросли Sokolella vasiculosa

## Экология
Как и другие рифовые водоросли с известковыми оболочками, они играют немаловажную роль в рифостроениях. Хотя водоросли в Малиновецком свите насчитывают 5-10% от всей биоты, а заместителями рифостроений в этом мире являются Stromatoporoidea, Graptolites, Tabulata и Crinoidea. Несмотря на малое количество водорослей в лагунныx отложениях, они играли немаловажную фотосинтезирующую роль в экосистеме. В Урале эти водоросли также достаточно разнообразные.